# 莱比锡行政区
莱比锡行政区（Regierungsbezirk Leipzig）是德国萨克森州曾经的3个行政区之一，位于该州的西北部，存在于1991年至2008年，首府莱比锡。2008年8月1日，该行政区改组为莱比锡管区，后者于2012年3月撤销。

## 行政区划
莱比锡行政区下设5个县：
1. 代利奇县（Landkreis Delitzsch），首府代利奇（Delitzsch）
2. 德伯尔恩县（Landkreis Döbeln），首府德伯爾恩（Döbeln）
3. 莱比锡地区县（Landkreis Leipziger Land），首府博尔纳（Borna）
4. 穆尔德河谷县（Muldentalkreis），首府格里马（Grimma）
5. 托尔高-奥沙茨县（Landkreis Torgau-Oschatz），首府托尔高（Torgau）

莱比锡行政区下设1个直辖市：
1. 莱比锡市（Leipzig）